# Casio F-91W
| data de creació o fundació | 1989                   |
| sèrie                      | Casio F-series watches |
| material utilitzat         | plàstic                |
| fabricant                  | Casio                  |
| marca                      | Casio                  |
| dissenyador                | Ryusuke Moriai         |
| codi                       | F91W                   |

El Casio F91W és un rellotge de polsera digital de quars, fabricat per l'empresa japonesa Casio Computer Co, Ltd. Va ser presentat el 1989 i encara està en producció i demanda. És popular per la simplicitat, fiabilitat i un disseny clar i sense pretensions. El rellotge està disponible en diverses variants. Casio no publica dades de vendes del model, però admet que continua venent-se bé.

## Especificacions
El F91W té un cronògraf de 1/100 segons amb un recompte de fins a 59.59.99. Marcant el temps net i partit (tornada) també disponible. Hi ha lopció dun xiulet per cada hora i una alarma diària de 20 segons de durada. Té un calendari automàtic, encara que l'ajust automàtic per a anys saltats (any de traspàs) no és suportat, ja que el rellotge no grava l'any. El rellotge fa servir un llum posterior de led verd localitzat a l'esquerra de la pantalla per il·luminar-lo. La llum no és molt brillant, però, és suficient per llegir la pantalla fàcilment. El rellotge cal a ±30 segons per mes (6 minuts per any) informa el fabricant. Com qualsevol moviment de quars, certes sèries d'unitats de producció són més precises.
El rellotge utilitza una pila CR2016 de botó de 3 volts que pot durar almenys set anys, assumint un ús de 20 segons dalarma i un segon de llum per dia. No obstant això aquestes són rarament usades a la pràctica de manera que la pila podria durar més. La caixa del rellotge fa 37.5x33.5x8.5 mm i pesa 21 g. El número de mòdul del fabricant per a aquest model (estampat sobre la part del darrere de la caixa del rellotge en acer inoxidable) és 593.

## Característiques
Té les següents característiques:
- Resistència a l'aigua

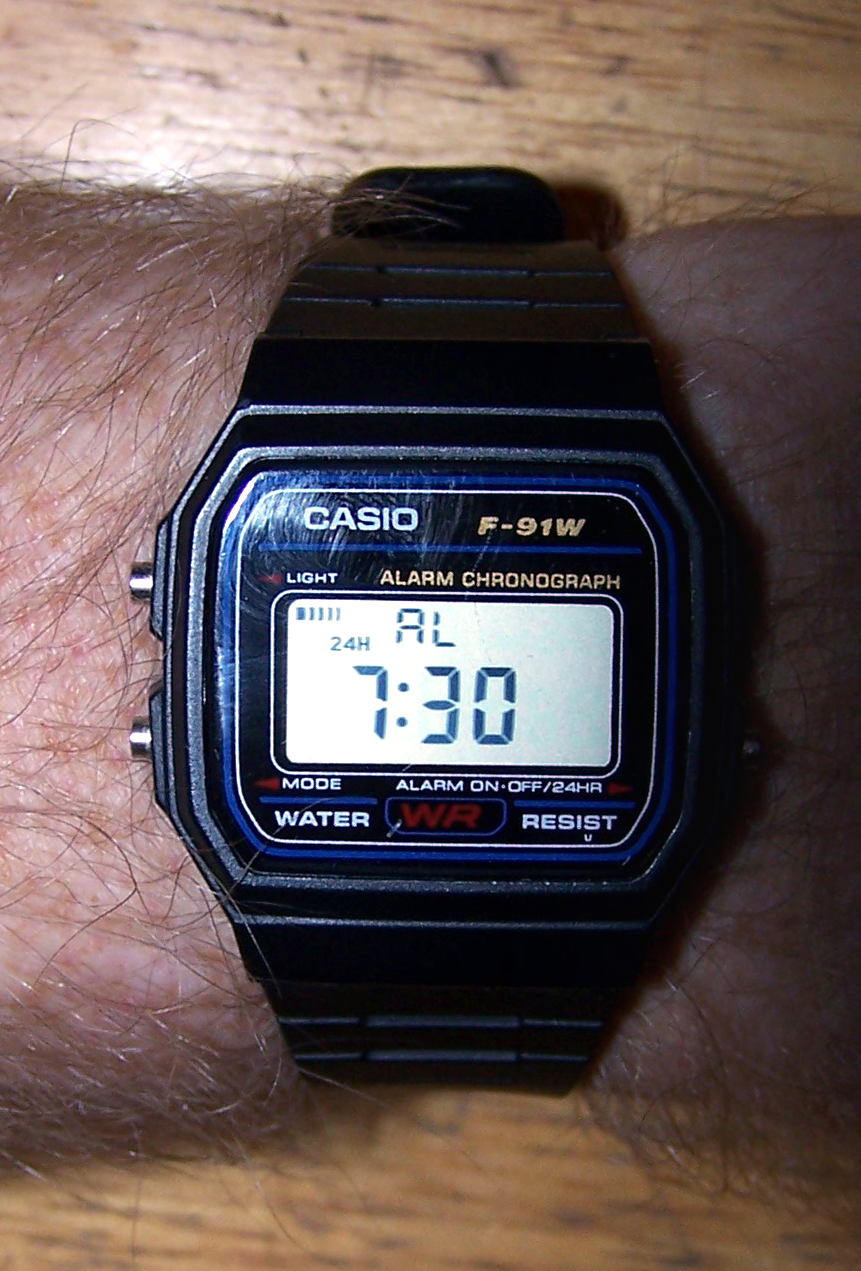
Casio F-91W, en mode d'alarma diària i l'ús de l'opció de visualització de 24 hores. El rellotge de la foto està configurat perquè soni l'alarma diària a les 7.30 a. m., però els xiulets cada hora estan desactivats.

El rellotge té un segell de goma fiable entre la tapa d'acer i la caixa; no obstant això, no té cap tancament hermètic per als botons. Ja que queda prou cenyit, la tensió de la superfície evita que l'aigua accedisca a l'interior, però només fins a cert punt quan la pressió prevaldrà. Per tant, el frontal del rellotge està marcat com a WATER RESIST, però Casio informa de diferents valors per a diferents versions del rellotge. La versió negra (F91-1XY) és "30 metres/3 bar", que segons l'estàndard ISO significa que és: "adequat per a l'ús diari. Resistent a esquitxades i/o pluja. NO adequat per dutxar-se, banyar-se, natació, busseig, treballs relacionats amb aigua i pesca." però les versions acolorides (pe F-91WC-2AEF) són "DIN 8310 / ISO 2281- resistents a petites esquitxades." Encara que la versió negra resistirà a immersions ocasionals en aigua, sempre que els botons no siguin pressionats llavors, el rellotge no hauria de ser usat en aquestes condicions de manera regular.
- Llum.
- Cronògraf.
- Alarma.
- Senyal Horària.
- Precisió 30 segons/mes.
- Resistència a l'aigua segons normes estàndard DIN 8310 o ISO 2281. O sigui, és pensat per suportar petites esquitxades o pluja, i ser submergit en aigua poc profunda.
- El consum d'energia és extremadament baix, de manera que la bateria pot arribar a durar més de 5 anys.
- Pesa 21 grams.
- Econòmicament accessible

## Funcionament

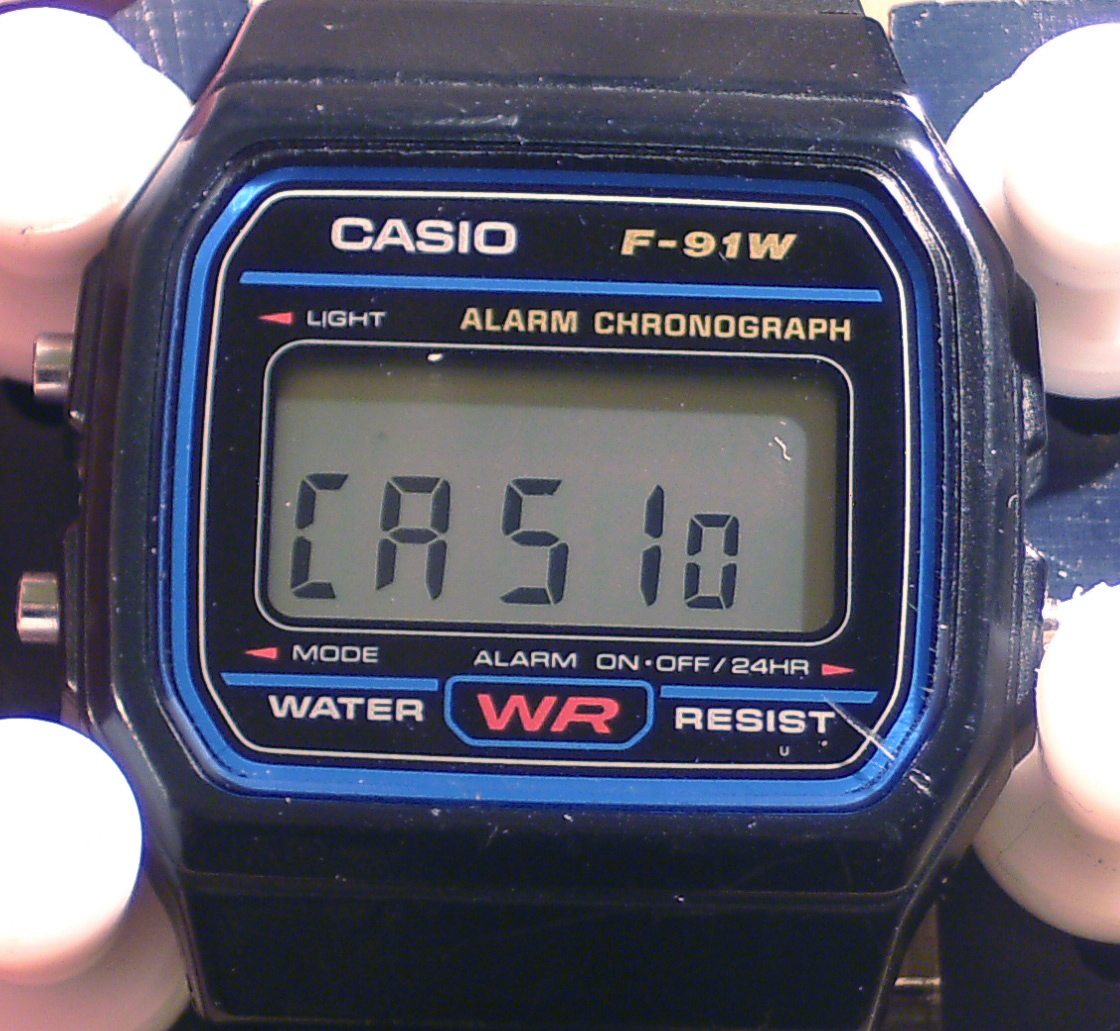
Si es prem el botó dret durant 3 segons en el mode de cronometratge principal fa que la pantalla mostri "CASIo", que és útil per detectar un model fals (aplicable als models més nous del F-91W i les seves variants, incloent els F-94W i A158W).

El rellotge està controlat per tres polsadors muntats lateralment. El botó superior esquerre es fa servir per encendre el llum de fons, cancel·lar l'alarma, restablir el cronògraf o marcar el temps de divisió (LAP), i s'utilitza per seleccionar els paràmetres. El botó inferior esquerre canvia els modes del rellotge: visualització d'hora, alarma, cronògraf i la configuració d'hora/data. El botó de la dreta és el botó de funció: quan s'utilitza s'inicia i s'atura el cronògraf, canvia la configuració que s'ajusta en aquell moment, o s'alterna entre els modes de 12 i 24 hores, depenent de quina manera el rellotge es troba actualment. En mode d'hora, en prémer aquest botó durant tres segons farà que la pantalla llegeixi "CASIo" si el rellotge té parts autèntiques o produïts sota llicència legal. Quan premeu els tres botons alhora, totes les cel·les s'encenen a la pantalla LCD fins que es torni a prémer qualsevol botó.
L'hora o la data s'ajusta prement el botó de baix a l'esquerra tres vegades per portar el rellotge com a ajustament de temps. El botó superior esquerre sutilitza per desplaçar-se a través de segons, hores, minuts, mes, data, dia, i la manera normal. El botó dret s'utilitza per ajustar el parpellejant que apareix. A diferència de tots els altres valors, els segons només es poden posar a zero. Si això passa abans de: 30 segons, el rellotge iniciarà a zero dins del minut actual. Després de: 30 segons s'iniciarà al proper minut al que es mostra. Quan hagin acabat els paràmetres, el botó de baix a l'esquerra es pot prémer una vegada per tornar el rellotge a mode normal.
La pantalla del rellotge mostra el dia de la setmana, el dia del mes, hora, minut, segons i els signes PM o 24H ( rellotge de 24 hores ), l'estat del senyal d'alarma i l'estat del senyal horària (doble xiulet a l'hora).
En el mode de cronògraf, es mostren els minuts, segons i centèsimes de segon.

## Ús reivindicat en el terrorisme

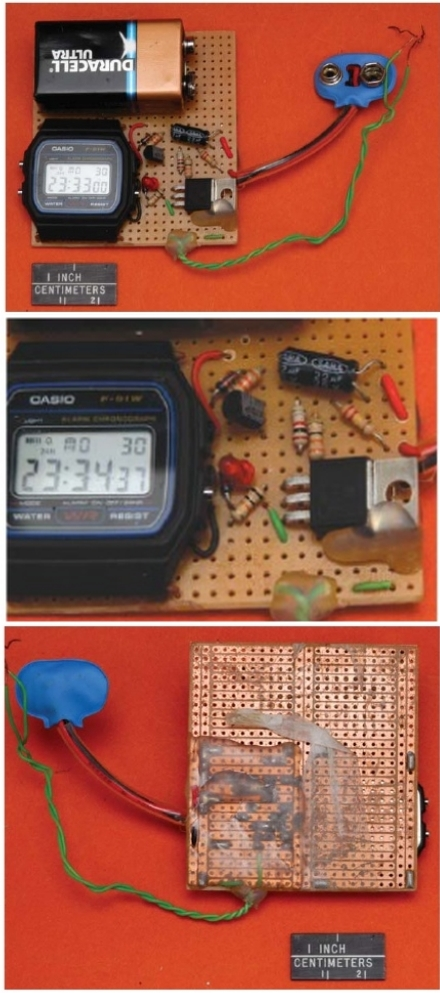
Aquest temporitzador improvisat per a una bomba de temps va ser capturat a la dècada de 2000

D'acord amb documents secrets emesos als interrogadors de la Badia de Guantánamo, obtingut i publicat per The Guardian, "el rellotge digital de Casio F-91W es va declarar ser 'el signe d'al-Qaeda ' i un factor que contribueix a la contínua detenció dels presos pels analistes estacionats a la Badia de Guantánamo. – suggereix que l'usuari ha estat entrenat en la fabricació de bombes d'Al-Qaida a l'Afganistan." Els funcionaris d'intel·ligència militar dels Estats Units han identificat el F91W com un rellotge que els terroristes utilitzen en la construcció de bombes de temps. [
Aquesta associació es va posar en relleu en l'estudi Denbeaux, i pot haver estat utilitzat en alguns casos, en el camp de detenció de Badia de Guantánamo. Un article publicat al Washington Post el 1996 va informar que Abdul Hakim Murad, Wali Khan Amin Shah, i Ramzi Ahmed Yousef havien desenvolupat tècniques per utilitzar els comunament disponibles rellotges digitals Casio per detonar bombes de temps.

## Variants

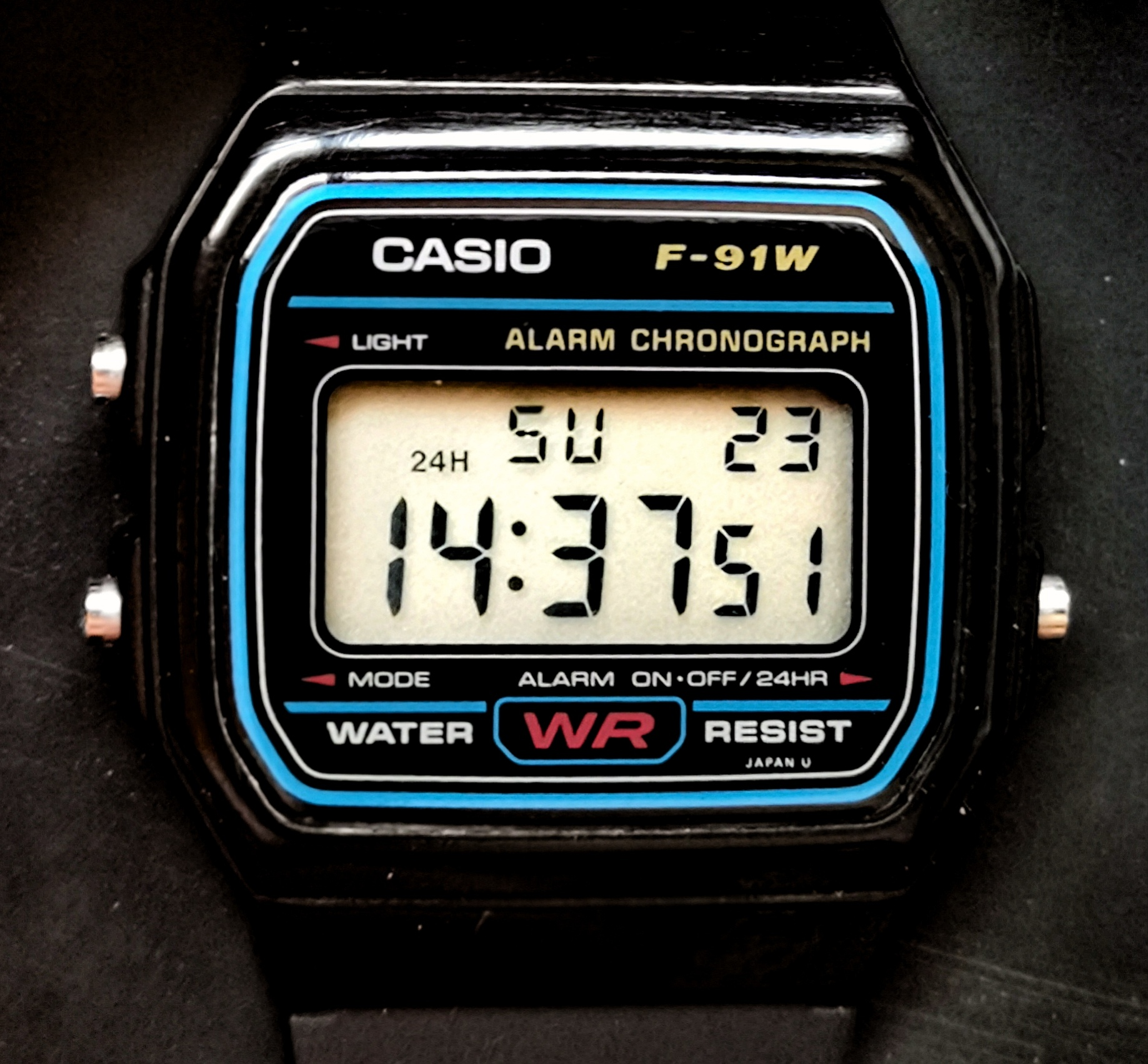
F-91 W Japan U

Hi ha moltes variants del F91W, que tenen les mateixes especificacions i característiques operatives, incloent el Casio F105W, el qual utilitza una llum posterior electroluminescent en lloc d'un LED per il·luminar la pantalla, el Casio A158W, A159W, A168W, LA680, amb bandes de acer inoxidable, el W59, i el F94W.

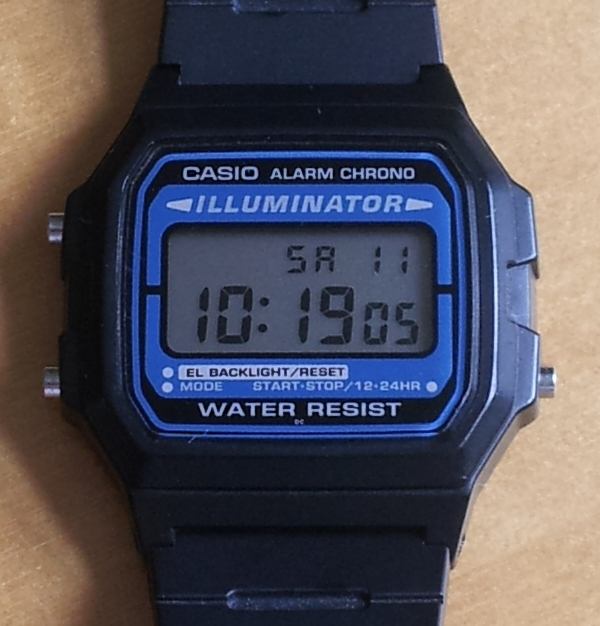
F105W
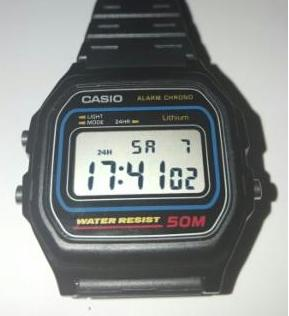
W59
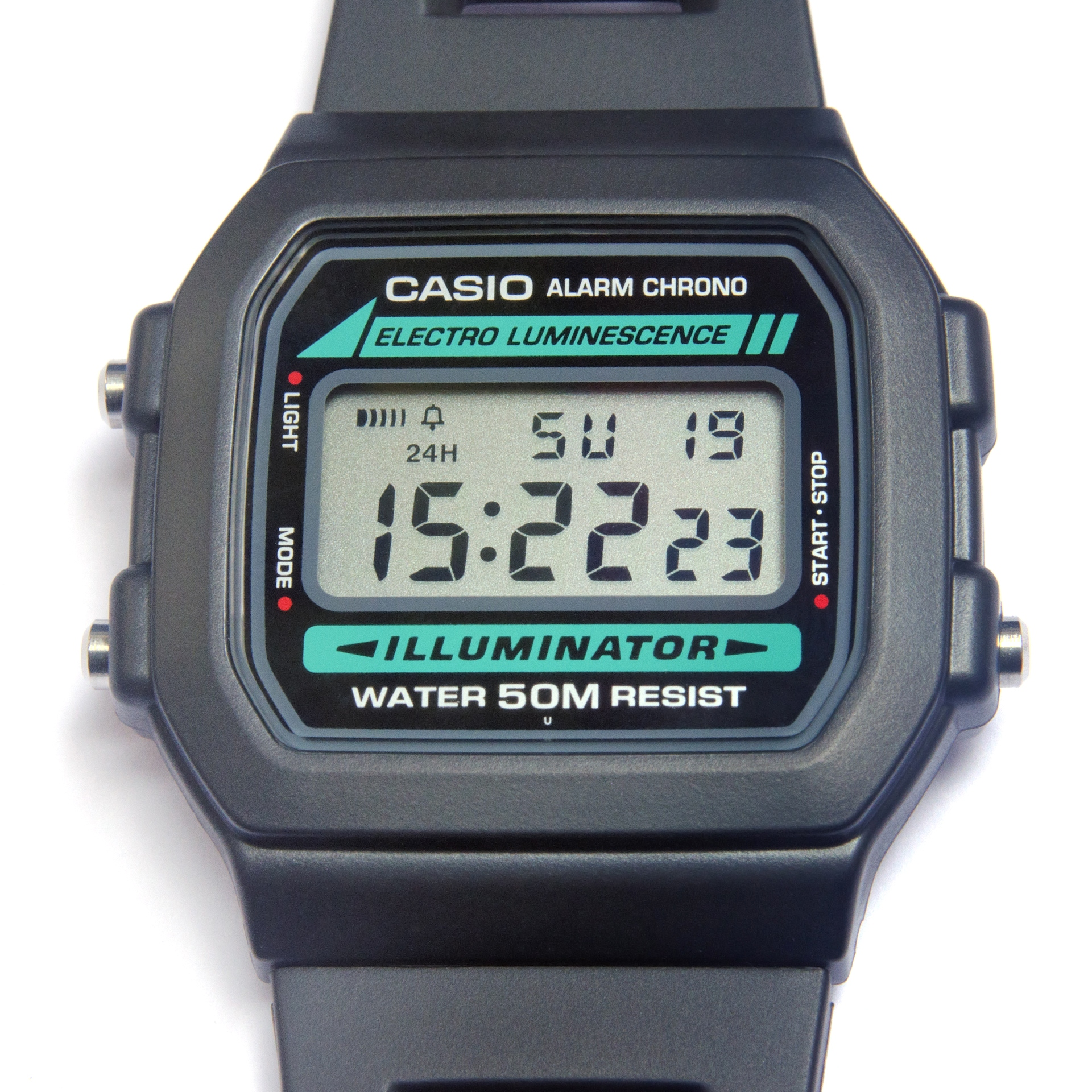
W86
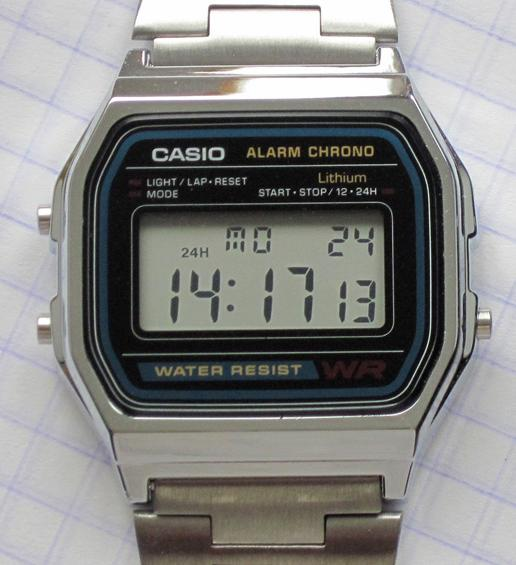
A158W